# Kalkschriftmos
Het kalkschriftmos (Alyxoria mougeotii) is een schriftmos behorend tot de familie Lecanographaceae. Het groeit op steen en leeft in symbiose met de alg Trentepohlia. Het komt voor op licht kalkhoudende rotsen, muren, rotsen en gedijt goed in de schaduw en min of meer beschut tegen directe regen. Het wordt aangetroffen op steil hellende oppervlakken van kalkhoudende of base-rijke kiezelhoudende ondergronden (kalksteen, kalkhoudende zandsteen, dakpannen) in gebieden met milde winters onder de berggordel.

## Kenmerken
Het thallus is dun (minder dan 0,2 mm dik), vaak ingezonken, glad, schilferig of fijn gebarsten. De kleur is wit tot crèmekleurig en zelden bleekgroen of okergeel. Het heeft de volgende kenmerkende kleurreacties: C–, K–, KC–, Pd–, UV–. Het bevat lyrellen (apotheciën) die lijken op schrift. Deze zijn zwart van kleur, staan verspreid of gegroepeerd, zijn maximaal 1,5 mm lang, 0,2-0,5 mm breed en hebben een puntig einde. Pycnidiën komen vrij frequent voor en zijn zwart van kleur. Isidiën en soralen zijn niet aanwezig.
De ascus is gespleten, clavaat-cilindrisch en bevat acht sporen. De ascosporen zijn hyaliene en worden later bruinachtig. De vorm is spoelvormig, recht of licht gebogen. Ze hebben meestal een vergrote middencel met een 0,8-2 µm dikke epispore. Ze zijn 5- tot 7-(max 8)-septaat en meten (20-) 25-33 (-55) × 5-8 (-10) µm. Het hymenium is kleurloos en 45-70(-120) µm hoog. Met jodium kleur dit rood. Het hypothecium is zwart, verkoold en 20-40 μm hoog.
Het heeft twee verschillende conidiën, namelijk:
- Pycnidiën produceren pycnosporen deze zijn bacillevorig en meten 5-8 × 0,7-1 µm
- Spermogonia produceren ellipsvormige sporen en meten 3-5 × ca 1,5 µm

## Verspreiding
Het kalkschriftmos komt voor in Europa en Noord-Amerika. In Nederland komt het zeldzaam voor. Het staat op de rode lijst in de categorie 'Gevoelig'.